# T.301
Les Type 301 sont un classe de dragueur de mines côtier d'origine soviétique.

## Opérateurs
- Union soviétique : Aucun en service en 1985.
- Albanie : Un seul opérationnel en 2001, sur 6 transférés de l'Union soviétique à l'Albanie. Obsolète en ce qui concerne son rôle premier. 3 se sont réfugiés en Italie au début 1997, une fois réparés ils ont été restitués à l'Albanie.